# 安德烈·塔尔迪厄广场

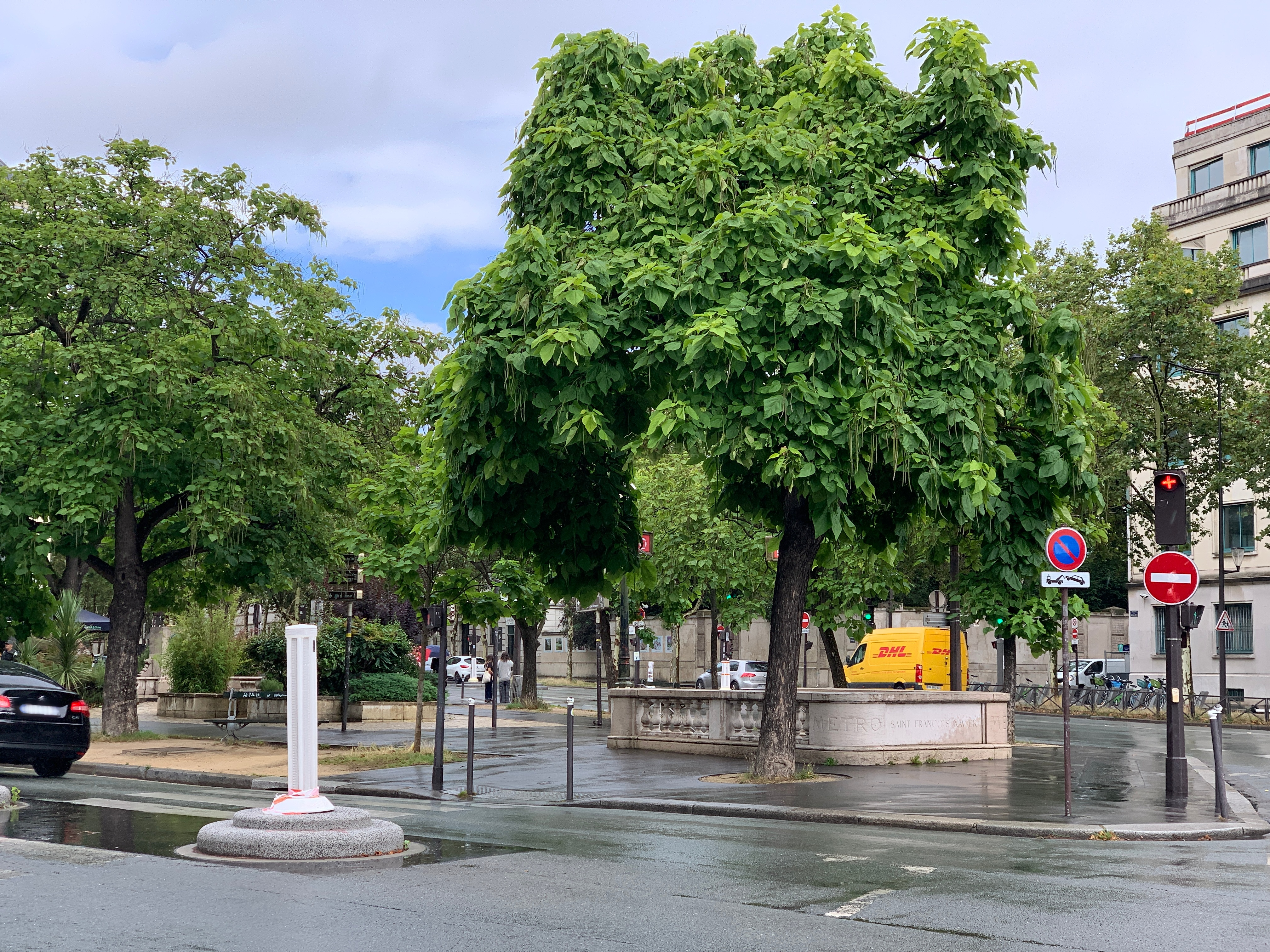
安德烈·塔爾迪厄廣場（2021年8月）

安德烈·塔尔迪厄广场（Place André-Tardieu）是巴黎第七区的一个三角形广场，长39米，宽22米。维拉尔大街（Avenue de Villars）、荣军院大道（Boulevard des Invalides）、rue d'Estrées 和巴比伦路（rue de Babylone）交汇于此。

## 交通
安德烈·塔尔迪厄广场附近的地铁站是圣方济各沙勿略站（13号线）。

## 名称
安德烈·塔尔迪厄广场得名于安德烈·塔尔迪厄 (1876-1945).

## 历史
安德烈·塔尔迪厄广场命名于1979年。

## 建筑
- 圣方济各沙勿略堂（Église Saint-François-Xavier (Paris)）

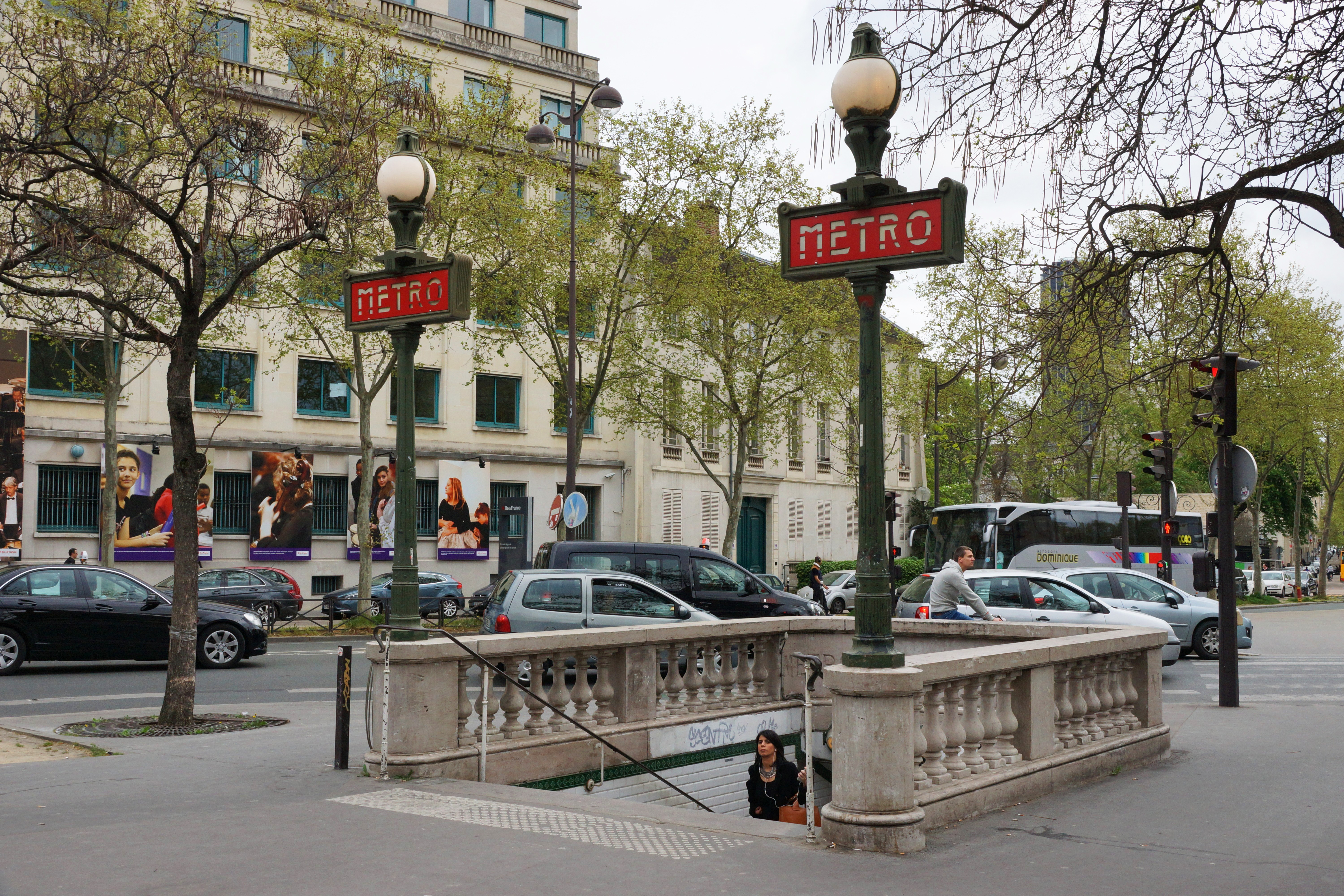